# Ана-Василик Аслан

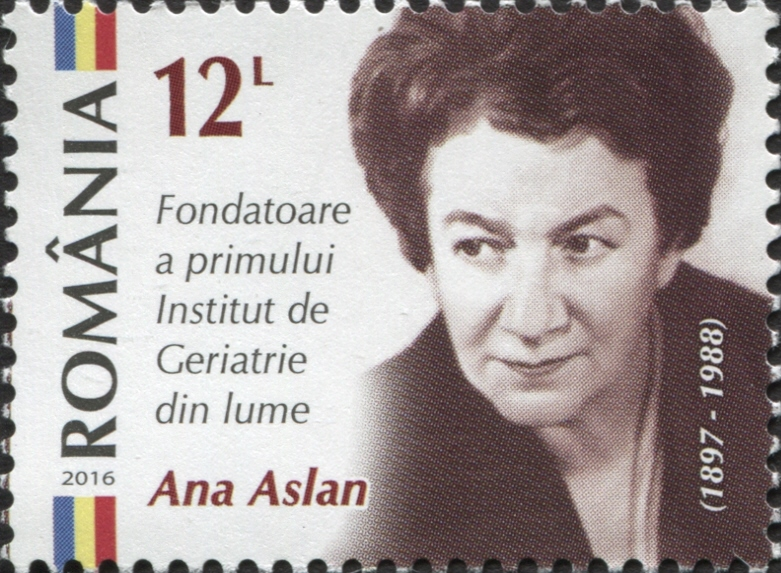
А. Аслан на поштовій маці Румунії 2016 р.

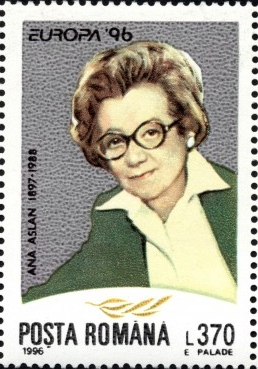
А. Аслан на поштовій маці Румунії 1996 р.

Ана-Василик Аслан (рум. Ana Aslan; 1 січня 1897, Бреїла, Румунське королівство — 20 травня 1988, Бухарест) — румунський медик-геронтолог, біолог. Дійсний член Румунської академії. Одна з піонерів соціальної медицини.

## Біографія
Вірменського походження. Під час Першої світової війни служила медсестрою. У 1915—1922 роках вивчала медицину в Бухарестському університеті. Після закінчення університету працювала під керівництвом Даніеля Даніелополу, захистила докторську дисертацію в області серцево-судинної фізіології (в 1924).
Зосередилася на дослідженнях в області фізіології і процесу старіння.
У 1948—1952 роках керувала фізіологічною клінікою Бухарестського інституту ендокринології. Слідуючи теорії румунського лікаря, академіка Пархона, який вважав, що старість — хвороба, яку можна лікувати і навіть запобігати, Ана Аслан приступила до створення препарату, що запобігає старісті і який продовжує людське життя. У 1955 році, після багаторічних експериментів з прокаїном, Ана Аслан, виявила інші корисні ефекти цього препарату і створила на основі новокаїну препарат «Геровітал H3», покращений та збагачений біоречовинами. Свої перші досліди вона поставила на старих вівцях. Тварини пожвавилися, шерсть у них стала густіша. Після цього Аслан почала вводити препарат страждаючим артритом літнім людям, які пішли на поправку — стали ходити, знову набули чинності, гнучкісті і навіть змогли повернутися до роботи і зайнятися спортом. Більш того, у 100-літніх людей похилого віку на голові почали рости волосся. З'ясувалося, що «Геровітал H3», названий нею «фонтаном молодості» може продовжувати життя до 100 років, лікувати інвалідність, деякі серцеві і нервові захворювання, суглобові болі, параліч, діабет, викликати поліпшення пам'яті і загальне відчуття благополуччя і т. д.
«Геровітал H3» зустрів сумніви з боку інших вчених, однак Ана Аслан продовжила наукові дослідження, щоб довести його позитивні результати. Протягом двох років, бралися проби крові у 15 000 людей, одні з яких отримували «Геровітал H3», а інші — плацебо. 40 % людей, які приймали «Геровітал H3» під час епідемії грипу менше хворіли, смертність від грипу в групі плацебо була на рівні 13 %, в той час як у пацієнтів, що приймали препарат — 2,7 %. У 1976 році під її керівництвом, був винайдений інший препарат під назвою «Аславітал», аналогічний препарату «Геровітал H3», який затримував процес старіння шкіри.
У 1951 р Ана Аслан заснувала в Бухаресті єдиний в Європі Інститут геронтології та геріатрії. У 1959 році вона очолила Асоціацію геронтологів Румунії. Про її відкриття світ дізнався на конгресі лікарів, що проходив восени 1957 року в німецькому місті Карлсрухе. Після конгресу в Карлсрухе Аслан і створений нею препарат здобули популярність у всьому світі. Позитивні ефекти «ГЕРОВІТАЛ H3» були визнані з наукової точки зору. Ліки почали випускати у вигляді ампул, таблеток, мазей, на всіх упаковках стояла підпис Ани Аслан. Аналоги цих ліків з'явилися в Італії, Франції, Бельгії, Німеччини. Крім «ГЕРОВІТАЛ» (Gero-H-3) Аслан створила геронтологічний препарат «Аславітал» і препарат «Аславітал для дітей», призначений для лікування дитячого недоумства. Тим не менш, деякі дослідження не змогли повторити ефект анти-старіння. Геровітал в даний час заборонено в США, як «неутвёржденний новий препарат».
Крім того нею запатентовані два косметичних засоби (лосьйон для волосся і крем Геровітал H3).
Вона викладала в багатьох країнах, була членом численних зарубіжних наукових товариств, написала наукові праці, які були переведені на ряд мов.
За допомогою до Ани Аслан зверталися багато видатних діячів, серед них: Шарль де Голль, Микита Хрущов, Джон Ф. Кеннеді, Конрад Аденауер, Чарлі Чаплін, Індіра Ганді, Йосип Броз Тіто, Ліліан Гіш, Елізабет Тейлор, Хо Ши Мін, Марлен Дітріх, Кірк Дуглас, Сальвадор Далі та інші.
Ана Аслан була дійсним членом Академії наук Нью-Йорка, членом Всесвітнього союзу профілактичної медицини та соціальної гігієни, почесним членом Європейського Центру прикладних медичних досліджень, членом ради Міжнародної асоціації геронтології, членом Національного товариства геронтологів Чилі .

## Нагороди
- Офіцерський хрест ордена «За заслуги перед Федеративною Республікою Німеччина» (1971)
- Офіцер ордена Академічних пальм (Франція, 1974)
- Медаль і Міжнародна премія імені Леона Бернара Всесвітньої Організації Охорони здоров'я (за внесок в розвиток геронтології та геріатрії, 1982)
- Приз Оскар «Кавалер Нової Європи» («Cavalier de la Nouvelle Europe» Prize Oscar, Італія, 1973)
- Почесний іноземний громадянин Філіппін
- Почесний професор наук (Філіппіни, 1978)
- Доктор «Honoris Causa» богемського-Словацького суспільства геронтології (1981)
- Почесний професор Університету Браганса-Пауліста (Бразилія)
- Почесний доктор Університету Браганса-Пауліста (Бразилія)